# 島田明
島田 明（しまだ あきら、1957年12月18日 - ）は、日本の実業家。日本電信電話（NTT）代表取締役社長。

## 経歴
東京都出身。一橋大学商学部卒業。安藤英義ゼミ、弓道部出身。1981年に日本電信電話公社（現NTT）入社、2007年NTT経営企画部門担当部長、2011年NTT東日本取締役、2012年NTT取締役総務部門長、2015年NTT常務取締役、2018年NTT代表取締役副社長。2022年NTT代表取締役社長、電気通信事業者協会会長。
2021年ジョブ型人事制度を導入し、2023年一般社員にも専門性を磨きやすい人事制度を導入した。「NTTはサービスを終了した『電信』が社名に入っている」として現在の社名を問題視しNTT法を廃止すべき根拠の1つとし、2024年5月成立の改正NTT法により社名が変更できるようになり、2024年5月の決算発表では「来年（2025年）くらいをめどにしっかり考えていきたい」と述べ社名変更を示唆した。
2024年6月の株主総会では、公社時代入社の役員が一斉に退任。澤田会長は代表権を返上したため、事実上、経営執行メンバーで公社時代を知るのは島田社長ただ1人になった。